# Баба-тепе
Баба-тепе — развалины древнего чаганианского замка доисламского времени в окрестностях Шерабада.
Замок был почти квадратным в плане (19х18 м), двухэтажным, и возвышался на пахсовой монолитной платформе с наклонными гранями высотой около 2 метров. На эту высоту ко входу, расположенному посреди восточного фасада, вёл широкий и пологий, расширяющийся кверху пандус. Раскопками были открыты помещения только нижнего этажа, которые сохранились почти всюду на их полную высоту — около 3,6 метров. Материалом постройки был сырец размерами 46-47х22-23х7-8 сантиметров. Высокие своды помещений, характерной эллиптической формы, были сложены в технике «поперечных отрезков», а почти круглые арки дверных проёмов — клинчатой кладкой.
Особенности внешнего вида замка были глубокие и сравнительно узкие ниши на осях фасадов, — кроме восточного, где ниши заменены входом, уступчато расширяющимся наружу. Задние стены ниш, шириной 1,6 метров, были прорезаны парными ложными бойницами.
В общем плановая структура замка может быть определена как коридорно-гребенчатая, усложнённая из-за угловой шахты пандуса, но не потерявшая своих определяющих признаков. Планировка такого рода в жилищах, в том числе в замках, означает хозяйственно-складское, а не жилое назначение помещений, а это в свою очередь значит, что почти не сохранившийся верхний этаж замка Баба-тепе был организован в принципе иначе, чем нижний.